# Relations entre le Burkina Faso et Taïwan
Le Burkina Faso et Taïwan ont établi leur relation diplomatique en 1961 avec une interruption en 1973 pendant une vingtaine d’années. Leur relation a par la suite repris en 1994. Elle est à nouveau rompue en 2018, après 24 ans.
Durant ces années de relations, en plus des accords officiels, l’aspect de la coopération et du développement a une place essentielle entre les deux gouvernements. Les projets bilatéraux de la part de Taïwan existent dans tous les secteurs au Burkina Faso : la formation professionnelle, l’assistance technique en agriculture, l’importation de la technique solaire, la construction d’hôpitaux, l’enseignement du chinois, etc.

## La relation diplomatique

### Histoire
Le Burkina Faso crée la relation diplomatique avec la République de Chine (actuel Taïwan) en 1961, lorsque le pays déclare son indépendance. Mais en 1973, avec le changement de présidence et la montée en puissance de la République populaire de Chine, le régime burkinabé, guidé par le général Sangoulé Lamizana, rompt la relation avec la République de Chine pour à la place se rapprocher de la République populaire de Chine.
Après le coup d’État de Blaise Compaoré en 1987, le président rétablit ensuite la relation diplomatique avec Taïwan à la suite des relations tendues avec la République populaire de Chine.
Quant à Taïwan, après l’exclusion de l’Organisation des Nations unies et la reconnaissance de la République populaire de Chine sur la scène internationale en 1971, les alliés de Taïwan commencent à se tourner vers la Chine continentale. À partir de ce moment-là, Pékin essaie de conquérir tout le reste des alliés de Taïwan afin de réaliser le principe d’une seule Chine. Le gouvernement taïwanais a fait tout son possible pour garder les pays alliés en continuant les visites présidentielles ou ministérielles, les projets et les aides humanitaires et techniques. 
Du 15 septembre 1973 au 4 février 1994, Ouagadougou et ses cinq présidents successifs vont entretenir une saine relation, mais modeste en termes de projets et financements, avec Pékin. Opportuniste, cette reconnaissance intervenait deux années après l’accession de la Chine dite continentale au Conseil de sécurité de l’Onu où le Burkina Faso (alors encore « Haute-Volta ») s’opposa avec les États-Unis à la résolution 2758 de l’Assemblée générale des Nations unies du 25 octobre 1971 décidant le « rétablissement » de la RCP dans ses droits légitimes. Maurice Yaméogo (président de 1959 à 1966) avait toutefois entretenu des relations avec Pékin avant l’officialisation des relations bilatérales, c’est-à-dire pendant la coopération taiwano-burkinabè. Mais le Burkina Faso est le seul État africain à avoir reconnu par deux fois la République de Chine : en 1964 et en 1994. 
Au début de l’année 1994 d’une part, Ouagadougou, confrontée à de multiples difficultés budgétaires et économiques - dont le Programme d’ajustement structurel (PAS) mis en vigueur depuis mars 1991 ou à la dévaluation du franc CFA-, recherche éperdument des financements étrangers, de préférence non occidentaux. En tout état de cause, la Chine populaire ne semble pas disposée à lui proposer, bien que Compaoré ait été le premier dirigeant africain à se rendre en Chine après Tianan’men. Les impacts envisagés de la dépréciation monétaire et la situation économique générale du pays incitent le chef d’État burkinabè à choisir le seul partenaire capable de financer rapidement et sans condition – hormis sa reconnaissance – ses futurs « engagements nationaux » : Taïwan. Cette opportunité, à laquelle s’ajoute un certain nombre d’intérêts dont au moins un serait personnel, présente par ailleurs l’avantage de voir un « nouvel » acteur contribuer, d’une manière indirecte a minima, à la seconde partie du premier mandat officiel (1991-1998).
Par conséquent, Taïwan a participé à financer le programme politique de l’ex-dirigeant burkinabè qui a reçu entre 40 et 50 millions de dollars de la part de Taïwan pour reconnaitre la République de Chine au détriment de la République populaire de Chine.
En décembre 2008, les capitales du Burkina Faso et Taïwan (Ouagadougou et Taipei) sont déclarées villes sœurs pour montrer la bonne entente de ces deux pays.
En octobre 2014, le renversement du gouvernement burkinabè remet en question le statut de la relation diplomatique entre le Burkina Faso et Taïwan. En réponse à cet événement, David Lin, le ministre taïwanais des Affaires étrangères, met en place des mesures au Burkina Faso pour à la fois assurer la sécurité du personnel officiel et des expatriés et la stabilité de la relation entre les deux pays. David Lin annonce ensuite que la relation des deux pays ne changera pas. En février 2015, après la stabilisation et la formation du nouveau gouvernement à Ouagadougou, le ministre effectue une visite pour renforcer la relation diplomatique.
À partir de décembre 2016, en conséquence de la rupture des relations diplomatiques de Sao Tomé-et-Principe avec Taïwan, le Burkina Faso reste un des deux derniers États africains à entretenir des liens avec le gouvernement de Taipei.

### Visites présidentielles
De la part de Taïwan, en plus des nombreuses visites des envoyés spéciaux du gouvernement, en 2012, le Président Ma Ying-Jeou a fait sa première tournée diplomatique en Afrique. Durant cette visite, les accords et projets bilatéraux sont modifiés et avancés pour préparer la coopération future. Ensuite, en janvier 2014, pour célébrer les deux décennies de la relation diplomatique Burkina Faso-Taïwan, Ma Ying-Jeou fait une nouvelle fois le déplacement pour fêter cet événement avec le Président Blaise Compaoré.
De la part du Burkina Faso, chaque année depuis 2010, une dizaine de visites officielles ont lieu au sein des différents organes taïwanais pour échanger des rapports de recherche et discuter des possibilités futures.

### Ambassades et ambassadeurs
Les deux pays ont implanté une ambassade dans la capitale de chacun : une à Ouagadougou et une autre à Taipei. L’ambassadeur de Taïwan au Burkina Faso est Monsieur Shen Chen-Hong, qui y siège depuis 2013. L’ambassadeur Céline Yoda Konkobo succède à l’ancien ambassadeur Jacques Y. Sawadogo en poste depuis 19 ans. Il a également reçu l’étoile brillante taïwanaise de la part du Président Ma à la fin de son mandat. Nommée en août 2017, la dernière ambassadrice est Aminata Sana Congo.

### Ruptures des relations diplomatiques
Le 24 mai 2018, le Burkina Faso annonce par l'intermédiaire de son ministre de l'Intérieur la rupture de ses relations avec Taïwan, après 24 ans de coopération.

## Le développement

### ICDF
Une des principales politiques étrangères de Taïwan reprend les projets du développement. Le Fonds taïwanais au développement et à la coopération internationaux (Taiwan International Cooperation and Developpement Fund, Taiwan ICDF) est l’organisation principale qui coopère avec le ministre taïwanais des Affaires étrangères sur les projets humanitaires. 
Les catégories principales des projets sont : assistance humanitaire et sanitaire, éducation et entrainement internationaux, coopération technique et prêts et investissements.
Au Burkina Faso, les projets agricoles taïwanais contribuent à plus de 30 % dans la production totale de riz. En décembre 2014, dans la neuvième session de la Commission mixte de coopération entre le Burkina Faso et Taïwan, les officiels ont montré que parmi les vingt-deux projets lancés au Burkina Faso, 90 % ont été réalisés, ce qui montre l’efficacité de la part des deux gouvernements.

### Éducation
L’éducation est essentielle pour le développement. Les ministres taïwanais des Affaires étrangères et de l’Éducation octroient principalement deux types de bourses aux étudiants burkinabés pour étudier à Taïwan. Le premier type est la Bourse d’enrichissement du Huayu (Huayu Enrichment Scholarship) qui est destiné aux étudiants voulant apprendre le chinois pendant un an sur place. Le deuxième type est la Bourse de Taïwan (Taiwan Scholarship), qui a pour but d’avoir un diplôme universitaire à Taïwan.
Au Burkina Faso, le gouvernement taïwanais a aussi établi un Centre de promotion de la langue chinoise pour promouvoir et populariser le chinois au niveau local.

### Santé
Des personnes ayant une formation médicale sont envoyés annuellement au Burkina Faso pour aider à enseigner différentes techniques et traitements aux Burkinabés. En outre, le gouvernement taïwanais fournit des efforts continuels dans la construction de l’Hôpital national Blaise Compaoré à Ouagadougou, disposant de technologies et d’équipements médicaux de pointe afin d’offrir les meilleurs traitements. 

### Technique
L’agriculture est un élément important dans la vie des Burkinabés.  Le gouvernement et des organisations non-lucratives taïwanais, grâce à leur expertise dans le domaine agricole, envoient chaque année des groupes de techniciens au Burkina Faso dans le but d’améliorer les conditions de travail et d’augmenter la production des récoltes. 
Autrefois, l’électricité n’était pas si commune en Afrique, surtout dans les campagnes. Le gouvernement taïwanais a ainsi coopéré avec les compagnies d’électricité et les organisations pour un projet appelé « Lighting Up Africa »  au Burkina Faso, en Gambie, à São Tomé et Principe, au Gabon, au Kenya, en Tanzanie, au Swaziland et en Afrique du Sud. Ce projet a aidé des enfants dans la campagne à avoir de la lumière pour étudier pendant la nuit. Le président taïwanais a examiné lors de sa visite les résultats du projet et il espère que celui-ci perdurera.